# Casearia rubescens
Casearia rubescens Dalzell – gatunek rośliny z rodziny wierzbowatych (Salicaceae Mirb.). Występuje endemicznie w Indiach – w stanach Karnataka, Tamilnadu oraz Kerala. 

## Morfologia
PokrójZrzucające liście drzewo lub krzew dorastające do 15 m wysokości.
LiścieBlaszka liściowa jest nieco skórzasta i ma kształt od eliptycznego do eliptycznie podługowatego lub eliptycznie lancetowatego. Mierzy 7–19 cm długości oraz 3–7,5 cm szerokości, jest całobrzega, ma klinową nasadę i spiczasty wierzchołek. Ogonek liściowy jest nagi i dorasta do 7–11 mm długości.
KwiatySą zebrane w pęczki, rozwijają się w kątach pędów. Mają 5 działek kielicha o owalnym kształcie i dorastających do 2 mm długości.
OwoceMają kulisty kształt i osiągają 2 mm średnicy.

## Biologia i ekologia
Rośnie w lasach, na wysokości do 2500 m n.p.m.